# Vívás a 2015. évi nyári universiadén
A 2015. évi nyári universiadén a vívásban összesen 12 versenyszámot rendeztek. A vívás versenyszámait június 4. és 9. között tartották.

## Éremtáblázat
| #        | Ország                    | Arany | Ezüst | Bronz | Összesen |
| 1.       | Franciaország             | 8     | 2     | 1     | 11       |
| 2.       | Dél-Korea                 | 2     | 2     | 4     | 8        |
| 3.       | Oroszország               | 1     | 6     | 3     | 10       |
| 4.       | Olaszország               | 1     | 0     | 3     | 4        |
|          |                           |       |       |       |          |
| 5.       | Ukrajna                   | 0     | 2     | 0     | 2        |
|          |                           |       |       |       |          |
| 6.       | Magyarország              | 0     | 0     | 2     | 2        |
|          | Amerikai Egyesült Államok | 0     | 0     | 2     | 2        |
| 8.       | Észtország                | 0     | 0     | 1     | 1        |
|          | Lengyelország             | 0     | 0     | 1     | 1        |
|          | Törökország               | 0     | 0     | 1     | 1        |
| Összesen | Összesen                  | 12    | 12    | 18    | 42       |

## Férfi
| versenyszám      | arany                                        | ezüst                                        | bronz                         |
| Egyéni tőr       | Maximilien Jacques Chastanet (Franciaország) | Alexander Pivovarov (Oroszország)            | Martino Minuto (Törökország)  |
| Egyéni tőr       | Maximilien Jacques Chastanet (Franciaország) | Alexander Pivovarov (Oroszország)            | Junhyuk Kwak (Dél-Korea)      |
| Csapat tőr       | Franciaország                                | Dél-Korea                                    | Olaszország                   |
| Egyéni párbajtőr | Yannick Philippe Andre Borel (Franciaország) | Virgile Michel Louis Marchal (Franciaország) | Berta Dániel (Magyarország)   |
| Egyéni párbajtőr | Yannick Philippe Andre Borel (Franciaország) | Virgile Michel Louis Marchal (Franciaország) | Jung Taeseung (Dél-Korea)     |
| Csapat párbajtőr | Franciaország                                | Ukrajna                                      | Olaszország                   |
| Egyéni kard      | Jonghun Song (Dél-Korea)                     | Dmitry Danilenko (Oroszország)               | Valkai Ferenc (Magyarország)  |
| Egyéni kard      | Jonghun Song (Dél-Korea)                     | Dmitry Danilenko (Oroszország)               | Leonardo Affede (Olaszország) |
| Csapat kard      | Franciaország                                | Ukrajna                                      | Dél-Korea                     |

## Női
| versenyszám      | arany                                           | ezüst                              | bronz                               |
| Egyéni tőr       | Jeromine Frederique Mpah Njanga (Franciaország) | Svetlana Tripapina (Oroszország)   | Hong Hyo jin (Dél-Korea)            |
| Egyéni tőr       | Jeromine Frederique Mpah Njanga (Franciaország) | Svetlana Tripapina (Oroszország)   | Kristina Novalinska (Oroszország)   |
| Csapat tőr       | Olaszország                                     | Franciaország                      | Oroszország                         |
| Egyéni párbajtőr | Dimodi-Laurence Epée (Franciaország)            | Viktoriia Kuzmenkova (Oroszország) | Nelli Paju (Észtország)             |
| Egyéni párbajtőr | Dimodi-Laurence Epée (Franciaország)            | Viktoriia Kuzmenkova (Oroszország) | Iuliia Lichagina (Oroszország)      |
| Csapat párbajtőr | Franciaország                                   | Oroszország                        | Amerikai Egyesült Államok           |
| Egyéni kard      | Anna Bashta (Oroszország)                       | Seonhee Kim (Dél-Korea)            | Adrienne Jarocki (USA)              |
| Egyéni kard      | Anna Bashta (Oroszország)                       | Seonhee Kim (Dél-Korea)            | Marta Wiktoria Puda (Lengyelország) |
| Csapat kard      | Dél-Korea                                       | Oroszország                        | Franciaország                       |